# 剣道一本!
『剣道一本!』（けんどういっぽん）は、1972年10月2日から同年12月25日までフジテレビ系列の毎週月曜19時00分 - 19時30分（JST）に放送されたテレビドラマである。全13回。

## 概要
亡き父の夢、全国制覇を目指して、剣道の修行に全てを打ち込む少年のど根性ドラマ。無名時代の三浦友和の初主演ドラマ。三浦は主題歌の作詞も手掛けている。

## 出演者
- 伊吹源太郎：三浦友和
- 早乙女光（源太郎のライバルとなる女剣士）：岩崎和子
- 中山京子：中田喜子
- 村木：高森玄
- 北島：亀谷雅彦
- 勝見：鷹市太郎
- 東美行
- 沖田駿一
- 石山克己
- 北村大造
- 青沼三郎
- 美山ゆみ
- 坂倉春江
- 中島真智子
- 香川リサ
- 佐藤一臣
- 本多：瀬戸幹雄
- 所雅樹
- 鎌田利信
- 長嶺孝是
- 赤津進
- 永谷悟一
- 上田侑嗣
- 森岡隆見
- アナウンサー：村越伊知郎
- 南原宏治
- 有沢正子
- 小園蓉子
- 太宰久雄
- 小笠原弘
- 速水：中谷一郎

## スタッフ
- プロデューサー：梅村佳史
- 原作：吉田豊(小学館連載)
- 音楽：筒井広志
- 撮影：並木宏之
- 照明：関川次郎
- 録音：沼田春雄、黒丸治夫
- 美術：筒井増男
- 編集：池月正
- 助監督：石井竹彦
- 制作担当：小島高治
- 現像：東洋現像所
- 舞台装置：美建興業株式会社
- 協力：東京六三四堂
- 剣道指導：飯田道行
- 殺陣：菊池英一
- ナレーター：石原良
- 制作：国際放映、フジテレビ

## 放送リスト
| 放送日         | 話数 | サブタイトル          | 脚本     | 監督     |
| -------------- | ---- | --------------------- | -------- | -------- |
| 1972年 10月2日 | 1    | めざめよ野良犬        | 松岡清治 | 小山幹夫 |
| 10月9日        | 2    | 目には目を 牙には牙を | 松岡清治 | 小山幹夫 |
| 10月16日       | 3    | その右腕が憎い        | 高久進   | 香月一郎 |
| 10月23日       | 4    | 蟻地獄                | 高久進   | 香月一郎 |
| 10月30日       | 5    | 涙の友情              | 松岡清治 | 小山幹夫 |
| 11月6日        | 6    | 苦しみのジャンプ台    | 松岡清治 | 小山幹夫 |
| 11月13日       | 7    | 友よ、よみがえれ！    | 松岡清治 | 香月一郎 |
| 11月20日       | 8    | 泥まみれの地区予選    | 松岡清治 | 香月一郎 |
| 11月27日       | 9    | つぶせ！地獄三段斬り  | 高久進   | 小山幹夫 |
| 12月4日        | 10   | すすきが原のひとり狼  | 高久進   | 小山幹夫 |
| 12月11日       | 11   | 吼えろ！負け犬！      | 高久進   | 香月一郎 |
| 12月18日       | 12   | 絶望の落とし穴        | 松岡清治 | 小山幹夫 |
| 12月25日       | 13   | はばたけ日本一！      | 松岡清治 | 小山幹夫 |

## 主題歌
レコードはキャニオンレコード（後のポニーキャニオン）から発売されたが、日本コロムビアからも同じ音源で発売された。
- 主題歌「剣道一本」
  - 作詞：三浦友和／補作詞：中村しのぶ／作曲：小林亜星／歌：ムサシ合唱団
- 副主題歌「剣道仲間」
  - 作詞：鷹市太郎／補作詞：中村しのぶ／作曲：小林亜星／歌：子門真人、シンガーズ・スリー

## 漫画
- 小学一年生 1972年11月号 - 1973年1月号・すみちあき
- 小学二年生 1972年11月号 - 1973年1月号・深町信雄
- 小学三年生 1972年11月号 - 1973年1月号・五十嵐幸吉
- 小学四年生 1972年11月号 - 1973年2月号・森正人
- 小学五年生 1972年12月号 - 1973年1月号・斉藤ゆずる